# Ёртом (река)
Ёртом — река в России, истоки реки находятся в Архангельской области, среднее и нижнее течение реки пролегает по территории Республики Коми в среднем направлении на северо-восток. Устье реки находится в 252 км по левому берегу реки Вашка. Длина реки составляет 106 км, площадь водосборного бассейна 1910 км².

## Данные водного реестра
По данным государственного водного реестра России относится к Двинско-Печорскому бассейновому округу, водохозяйственный участок реки — Мезень от истока до водомерного поста у деревни Малонисогорская. Речной бассейн реки — Мезень.
Код объекта в государственном водном реестре — 03030000112103000046958.

### Притоки
(км от устья)
- 3 км: река Керь-Ю
- 17 км: река без названия
- 21 км: река Мыдмас
- 40 км: река без названия
- 42 км: река Субась
- 53 км: река Вулыдзь (Вылыдзья, Вылич)
- 80 км: ручей Северная Лун-Кыпветсас-Ёль
- 97 км: ручей Еловая Рассоха

## Топонимика
Гидроним Ёртом происходит от коми йӧртӧм — причастная форма от йӧртны (запереть, сделать запруду); значение гидронима — «загороженный, запруженный, порожистый».